# 珍妮弗·格蘭霍姆
珍妮弗·格蘭霍姆（英語： Jennifer Mulhern Granholm，1959年2月5日—），美国民主黨政治家、律师、教育家、作家和政治评论员，曾任第16任美國能源部長。1999年至2003年担任密芝根州律政廳長，2003年至2011年担任第47任密歇根州州长，是首位女性密歇根州州长。
格兰霍姆毕业于美国加州大学伯克利分校、哈佛大学法学院。卸任密歇根州州长后，她任教于加州大学伯克利分校公共政策学院（Goldman School of Public Policy），同时担任美国芝加哥大学政治学院（Institute of Politics）顾问委员会成员。2017年1月，她获聘为美国有线电视新闻网（CNN）政治撰稿人。
2020年12月15日，总统乔·拜登在就任前提名格兰霍姆担任美国能源部长。2021年2月25日经过参议院确认就职。

## 荣誉

### 外国勋章奖章
- 一等奥尔加大公夫人勋章（英语：Order of Princess Olga）（乌克兰，2024年8月23日公布[6]）